# Ali Bilgin
Ali Bilgin (* 17. Dezember 1981 in Essen) ist ein ehemaliger deutsch-türkischer Fußballspieler.

## Karriere
Bilgin schnürte zu Beginn seine Schuhe für die Ballfreunde aus Bergeborbeck (Fußballverein in Essen) und wechselte 1993 in die Jugend von Rot-Weiss Essen. Danach spielte er drei Jahre bei der Jugend von MSV Duisburg. 1998 kehrte Bilgin zu Rot-Weiss Essen zurück. Er wurde in die A-Mannschaft von Essen berufen und spielte in der 2. Fußball-Bundesliga. Er war eine Zeit lang auch Kapitän. 2006 wechselte er zu Antalyaspor. Nach dem Abstieg von Antalyaspor wechselte Ali Bilgin zum türkischen Rekordmeister Fenerbahçe Istanbul. Sein erstes Tor für Fenerbahçe Istanbul schoss er am 18. September 2007 gegen MKE Ankaragücü.
Im Sommer 2010 wechselte Bilgin zu Kayserispor, welchen er am 30. Juli 2011 wieder verlassen musste, da er vom türkischen Erstligisten keinen neuen Vertrag erhielt. 
Nachdem er sich im Sommer 2011 bei seinem Ex-Verein Rot-Weiss Essen fitgehalten hatte, unterzeichnete er im September 2011 beim türkischen Zweitligisten Kasımpaşa Istanbul einen Vertrag bis zum 30. Juni 2013. Mit seinen Leistungen hatte er maßgeblichen Anteil an dem Relegationssieg seiner Mannschaft und damit am sofortigen Wiederaufstieg in die Süper Lig. Zur Winterpause 2012/13 verließ er diesen Verein, nachdem zuvor sein Vertrag im gegenseitigen Einvernehmen aufgelöst wurde.
Nach seinem Abschied von Kasımpaşa heuerte Bilgin zur Rückrunde der Spielzeit 2012/13 beim Zweitligisten Göztepe Izmir an. Nachdem er im Sommer vereinslos war, unterschrieb er im September 2013 einen Vertrag beim Regionalligisten Sportfreunde Lotte. Im Januar 2014 beendete er seine Karriere.

## Erfolge
Rot-Weiss Essen
- Meister Regionalliga Nord: 2004

Fenerbahçe Istanbul
- Türkischer Vizemeister: 2008, 2010
- Türkischer Pokalfinalist: 2009, 2010
- Türkischer Fußball-Supercup: 2007, 2009

Kasımpaşa Istanbul
- Playoff-Sieger der TFF 1. Lig: 2011/12
- Aufstieg in die Süper Lig: 2011/12